# Anneau d’attache
Pour les articles homonymes, voir Anneau.

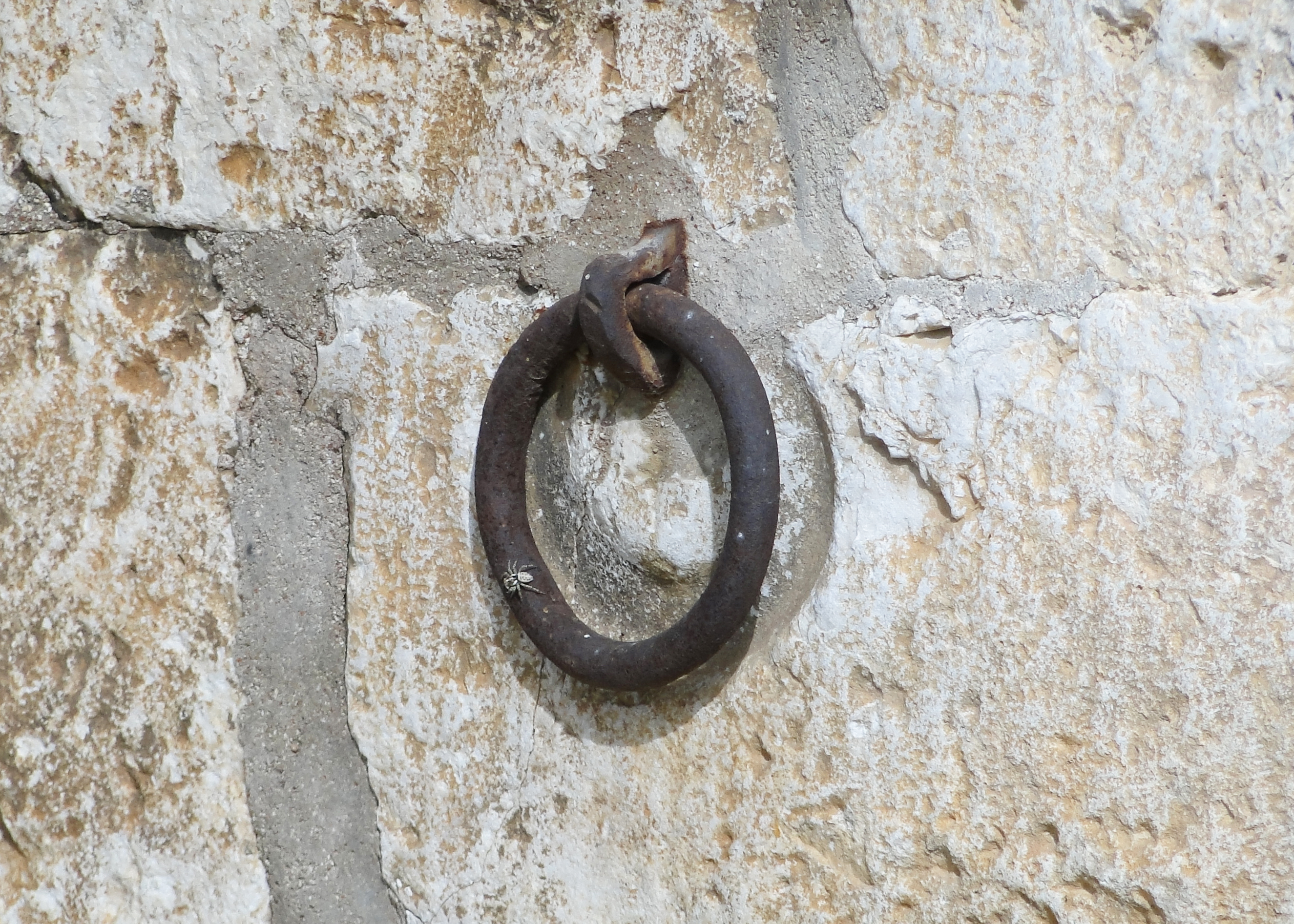
Un anneau d’attache en Syrie

Un anneau d'attache est un anneau encastré dans un support fixe comme un mur ou un poteau, en vue d’y attacher un animal.

## Types
- anneau d'attache coulissant : anneau inséré dans une barre dont les extrémitées sont scellées dans un support fixe[1], ce qui permet d'être ajustable par rapport à la taille de l'animal et de lui permettre un gain de mobilité.
- barre d'attache collective : assemblage dont une barre horizontale à laquelle sont fixés plusieurs anneaux en vue d'accueillir plusieurs animaux[2].
- ligne d'attache : chaîne fixée à un support dont les maillons offrent des points d'attaches[2].

## Précautions pour l'animal

### Hauteur
Un anneau d'attache doit préférablement se situer à la hauteur de l'épaule de l'animal afin de lui procurer le plus de sécurité et de confort. Un anneau situé trop bas peut occasionner une prise de longe.

### Éducation
Afin d'habituer les poulains à l'attache et éviter qu'ils ne se blessent en se débattant, des chambres à air sont parfois utilisées, ce qui offre une élasticité et permet de ramener l'animal à une position stable sereinement.